# Сила одиночки
«Сила одиночки» (англ. A Force of One) — американский художественный фильм, боевик 1979 года режиссёра Пола Аарона с Чаком Норрисом в главной роли.
Это был третий фильм с Норрисом в главной роли, после «Правонарушитель» (1977) и «Хорошие парни ходят в чёрном» (1978). Фильм был выпущен компанией American Cinema Releasing 18 мая 1979 года и получил смешанные отзывы критиков, но имел финансовый успех, поскольку его кассовые сборы почти в пять раз превысили бюджет фильма.

## Сюжет
Во время расследования предполагаемого притона наркоторговцев в магазине спортивных товаров нападавший в маске убивает двух полицейских в штатском, используя приёмы боевых искусств. В ответ офицер Мэнди Раст и лейтенант Сэм Данн обращаются к чемпиону по полноконтактному каратэ Мэтту Логану с просьбой обучить их подразделение приёмам рукопашного боя. Логан лично заинтересован в этом деле, его приёмный сын Чарли — сын наркомана, умершего от передозировки.
Наркоторговлей заправляет Мелроуз, который использует свою сеть магазинов спортивных товаров для хранения и распространения наркотиков среди дилеров. Его главный силовик, Джерри Спаркс, — безжалостный боец и соперник Логана по боевым искусствам. Следуя за Спарксом по наводке, Чарли узнаёт, что у Мелроуза есть «крот» в полиции, сержант Роллинс, но Спаркс ловит его и убивает, подстроив всё как смерть от передозировки. Логан подозревает, что Чарли никогда не употреблял наркотики, и клянется отомстить за смерть сына. Мэнди советует ему позволить полиции найти убийцу Чарли. Она призывает его выиграть поединок против Спаркса.
Мэнди и её напарник Московиц обыскивают склад спортивных товаров и сталкиваются с Роллинсом, который уверяет их, что ничего не нашёл. Позже Мэнди говорит лейтенанту Данну, что подозревает, что в департаменте есть коррумпированный офицер. Тем временем Роллинс просит Мэнди достать ему билет на бой Мэтта со Спарксом. Мэнди обыскивает квартиру Роллинса и находит кокаин, но появляется Мелроуз с пистолетом. Мэнди удаётся обезвредить Мелроуза, и она приходит на арену.
Мэтт понимает, что нападавшим в маске был Спаркс. Роллинс разоблачён и арестован после попытки бегства с заложником. Мэтт и Мэнди преследуют Спаркса на угнанной машине, когда он пытается скрыться с кокаином на 1 миллион долларов. В финальной схватке Мэтт побеждает Спаркса в рукопашном бою и убивает его, сломав ему шею. Его тело падает на землю, а Мэтт и Мэнди обнимаются.

## В ролях
| Актёр             | Роль            |
| ----------------- | --------------- |
| Чак Норрис        | Мэтт Логан      |
| Дженнифер О’Нил   | Мэнди Раст      |
| Рон О’Нил         | Дэн Роллинс     |
| Билл Уоллес       | Джерри Спаркс   |
| Клу Гулагер       | Сэм Данн        |
| Джеймс Уитмор мл. | Московиц        |
| Клинт Ричи        | Мелроуз         |
| Кевин Гир         | Джонсон         |
| Чарльз Сайферс    | Доктор Эппис    |
| Джордж Бэйли      | Эрвин           |
| Майк Норрис       | Доставщик пиццы |

## Судебные разбирательства
Писатель Эллиот Хейден Паркер, бывший редактор журнала «Mainliner» авиакомпании United Airlines, подал иск в Верховный суд округа Лос-Анджелес против актёра Чака Норриса, требуя возмещения ущерба в размере 15 миллионов долларов за предполагаемое воровство его концепции художественного фильма. В марте 1977 года Паркер написал статью о Норрисе для своего журнала под названием «Хорошие парни ходят в чёрном». Паркер утверждал, что заключил с Норрисом устное соглашение о написании сценария после того, как набросал пятистраничный план на основе своей истории. Далее в жалобе говорилось, что Паркер узнал, что Норрис планировал снять фильм под тем же названием, что и его набросок, но без его участия. Мужчины якобы встретились, и Паркер получил 5000 долларов за подписание соглашения, в котором говорилось, что Норрис будет использовать только название и главного героя из сценария Паркера для первого фильма, но затем его услуги будут востребованы для второго фильма. Соглашение лишало Паркера права собственности, но в то время он об этом не знал. Паркер утверждал, что второй фильм Норриса, выпущенный в марте 1980 года под рабочим названием «Сила одиночки», был «практически идентичен» его первоначальному замыслу. В иске также содержалось требование раскрыть финансовую информацию об обоих фильмах и запретить их распространение. Исход судебного процесса ещё не определён.